# Wampsville
Wampsville es una villa ubicada en el condado de Madison en el estado estadounidense de Nueva York. En el año 2000 tenía una población de 561 habitantes y una densidad poblacional de 214 personas por km².

## Geografía
Wampsville se encuentra ubicada en las coordenadas 42°4′53″N 75°42′29″O / 42.08139, -75.70806.

## Demografía
Según la Oficina del Censo en 2000 los ingresos medios por hogar en la localidad eran de $39,063, y los ingresos medios por familia eran $42,679. Los hombres tenían unos ingresos medios de $35,809 frente a los $25,938 para las mujeres. La renta per cápita para la localidad era de $16,636. Alrededor del 4.3% de la población estaban por debajo del umbral de pobreza.